# Чемпионат России по кёрлингу среди смешанных пар
Чемпионат России по кёрлингу среди смешанных пар (Первенство России по кёрлингу среди смешанных пар, Чемпионат России по кёрлингу в дисциплине дабл-микст)— ежегодное соревнование российских команд по кёрлингу среди смешанных пар (состоящих из одного мужчины и одной женщины; дабл-микст, микст даблс; англ. mixed doubles curling). Проводится с 2007 года. Организатором является Федерация кёрлинга России.

## Годы, города проведения и призёры
| Год  | Город      | 1-е место                                                                         | 2-е место                                                                                            | 3-е место                                                         |
| ---- | ---------- | --------------------------------------------------------------------------------- | --- | ----------------------------------------------------------------- |
| 2007 | Москва     | «ЭШВСМ Москвич-1» (Москва) Дмитрий Абанин, Ольга Жаркова, запасной: Анна Сидорова | «СКА-2» (Санкт-Петербург) Иван Уледев, Ольга Воронова, запасные: Сергей Эверт, Анастасия Расхорошина | «ЭШВСМ Москвич-2» (Москва) Роман Кутузов, Екатерина Антонова      |
| 2011 |            | «Адамант» (Санкт-Петербург) Алина Ковалёва, Пётр Дрон                             | «Москвич-1» Валерия Шелкова, Александр Кириков                                                       | «Альбатрос» (Калиниградская область) Юлия Гузиёва, Леонид Ривкинд |
| 2012 | Дмитров    | «Москвич-1» Виктория Макаршина, Андрей Дроздов                                    | «Санкт-Петербург-2» Пётр Дрон, Ульяна Васильева                                                      | «Санкт-Петербург-3» Яна Некрасова, Алексей Камнев                 |
| 2013 | Дмитров    | «Санкт-Петербург 1» Яна Некрасова, Алексей Камнев                                 | «Сборная Москвы 2» Алексей Стукальский, Екатерина Антонова                                           | «Сборная Москвы 3» Роман Кутузов, Надежда Лепезина                |
| 2014 | Дмитров    | «Сборная Санкт-Петербурга-1» Виктория Моисеева, Александр Крушельницкий           | «Московская область-2» Дмитрий Антипов, Дарья Стёксова                                               | «Сборная Санкт-Петербурга-2» Оксана Гертова, Илья Бадилин         |
| 2015 | Сочи       | «Краснодарский край» Сергей Глухов, Елена Жучкова                                 | «Санкт-Петербург-3» Виктор Воробьёв, Алина Ковалёва                                                  | «Московская область-2» Александр Ерёмин, Дарья Морозова           |
| 2016 | Сочи       | «Санкт-Петербург 1» Александр Крушельницкий, Анастасия Брызгалова                 | «Московская область 2» Дмитрий Антипов, Дарья Морозова                                               | «Санкт-Петербург 4» Иван Александров, Мария Рустамова             |
| 2017 | Сочи       | «Адамант-Санкт-Петербург 1» Анастасия Брызгалова, Александр Крушельницкий         | «Санкт-Петербург 3» Вероника Тепляшина, Андрей Дроздов                                               | «Санкт-Петербург 2» Мария Комарова, Даниил Горячев                |
| 2018 | Сочи       | «Московская область 1» Анастасия Москалёва, Александр Ерёмин                      | «Зекурион-Москвич» Алина Биктимирова, Тимур Гаджиханов                                               | «Московская область 2» Дарья Стёксова, Михаил Васьков             |
| 2019 | Сочи       | «Московская область 1» Анастасия Москалёва, Александр Ерёмин                      | «Санкт-Петербург 2» Анастасия Халанская, Пётр Дрон                                                   | «Московская область 3» Дарья Морозова, Алексей Тузов              |
| 2020 | Красноярск | «Московская область 1» Анастасия Москалёва, Александр Ерёмин                      | «Санкт-Петербург 3» Алина Ковалёва, Алексей Тимофеев                                                 | «Московская область 2» Дарья Морозова, Михаил Васьков             |
| 2021 | Сочи       | «Санкт-Петербург 4» Нкеирука Езех, Олег Красиков                                  | «Московская область 1» Анастасия Москалёва, Александр Ерёмин                                         | «Комсомолл 1» (Иркутск) Елизавета Трухина, Николай Лысаков        |
| 2022 | Сочи       | «Московская область 1» Анастасия Москалёва, Александр Ерёмин                      | «Комсомолл 1» (Иркутск) Елизавета Трухина, Михаил Власенко                                           | «Московская область 2» Дарья Морозова, Михаил Васьков             |
| 2023 | Сочи       | «Санкт-Петербург 2» Нкеирука Езех, Олег Красиков                                  | «Санкт-Петербург 1» Алина Ковалёва, Алексей Тимофеев                                                 | «Комсомолл 1» (Иркутск) Елизавета Трухина, Николай Лысаков        |
| 2024 | Сочи       | «Комсомолл 3» (Иркутск) Елизавета Трухина, Николай Лысаков                        | «Санкт-Петербург 2» Алина Ковалёва, Алексей Тимофеев                                                 | «Краснодарский край 1» Виктория Енбаева, Дмитрий Миронов          |
| 2025 | Сочи       | «Санкт-Петербург 2» Анастасия Брызгалова / Александр Крушельницкий                | «Комсомолл 1» (Иркутск) Елизавета Трухина / Николай Лысаков                                          | «Санкт-Петербург 3» Нкеирука Езех / Олег Красиков                 |

## Медальный зачёт по кёрлингистам
(вне зависимости от пола игрока; по состоянию после чемпионата 2025 года)
| Кёрлингист              | 1 | 2 | 3 | Всего |
| ----------------------- | - | - | - | ----- |
| Александр Ерёмин        | 4 | 1 | 1 |       |
| Анастасия Москалёва     | 4 | 1 |   |       |
| Александр Крушельницкий | 4 |   |   |       |
| Анастасия Брызгалова    | 3 |   |   |       |
| Нкеирука Езех           | 2 |   | 1 |       |
| Олег Красиков           | 2 |   | 1 |       |
| Алина Ковалёва          | 1 | 4 |   |       |
| Елизавета Трухина       | 1 | 2 | 2 |       |
| Пётр Дрон               | 1 | 2 |   |       |
| Николай Лысаков         | 1 | 1 | 2 |       |
| Андрей Дроздов          | 1 | 1 |   |       |
| Алексей Камнев          | 1 |   | 1 |       |
| Яна Некрасова           | 1 |   | 1 |       |
| Дмитрий Абанин          | 1 |   |   |       |
| Алина Биктимирова       | 1 |   |   |       |
| Тимур Гаджиханов        | 1 |   |   |       |
| Сергей Глухов           | 1 |   |   |       |
| Ольга Жаркова           | 1 |   |   |       |
| Елена Жучкова           | 1 |   |   |       |
| Виктория Макаршина      | 1 |   |   |       |
| Виктория Моисеева       | 1 |   |   |       |
| Анна Сидорова           | 1 |   |   |       |
| Алексей Тимофеев        |   | 3 |   |       |
| Дарья Морозова          |   | 2 | 3 |       |
| Дмитрий Антипов         |   | 2 |   |       |
| Екатерина Антонова      |   | 1 | 1 |       |
| Дарья Стёксова          |   | 1 | 1 |       |
| Ульяна Васильева        |   | 1 |   |       |
| Михаил Власенко         |   | 1 |   |       |
| Виктор Воробьёв         |   | 1 |   |       |
| Ольга Воронова          |   | 1 |   |       |
| Анастасия Расхорошина   |   | 1 |   |       |
| Алексей Стукальский     |   | 1 |   |       |
| Вероника Тепляшина      |   | 1 |   |       |
| Иван Уледев             |   | 1 |   |       |
| Анастасия Халанская     |   | 1 |   |       |
| Сергей Эверт            |   | 1 |   |       |
| Валерия Шелкова         |   | 1 |   |       |
| Александр Кириков       |   | 1 |   |       |
| Михаил Васьков          |   |   | 2 |       |
| Роман Кутузов           |   |   | 2 |       |
| Иван Александров        |   |   | 1 |       |
| Илья Бадилин            |   |   | 1 |       |
| Михаил Васьков          |   |   | 1 |       |
| Оксана Гертова          |   |   | 1 |       |
| Даниил Горячев          |   |   | 1 |       |
| Виктория Енбаева        |   |   | 1 |       |
| Мария Комарова          |   |   | 1 |       |
| Надежда Лепезина        |   |   | 1 |       |
| Дмитрий Миронов         |   |   | 1 |       |
| Мария Рустамова         |   |   | 1 |       |
| Алексей Тузов           |   |   | 1 |       |
| Юлия Гузиёва            |   |   | 1 |       |
| Леонид Ривкинд          |   |   | 1 |       |